# Бразилія (місто)
Брази́лія, або Бразиліа (порт. Brasília, МФА: [bɾaˈziljɐ]) — столиця Федеративної Республіки Бразилія, центр федерального округу. Населення — 2,8 млн мешканців (2022).
Місто відоме своїм міським плануванням, сучасною архітектурою та швидким зростанням населення.
Як столиця Бразилія є місцем розташування всіх 3 гілок бразильської влади та 119 іноземних посольств. У місті також розташовані головні офіси багатьох бразильських компаній, зокрема Banco do Brasil, Caixa Econômica Federal, Correios і Brasil Telecom.
Міжнародний аеропорт Бразилії є великим транспортним вузлом для цілої країни, що сполучає столицю з усіма основними містами Бразилії та світу. Він є третім найважливішим аеропортом Бразилії за кількістю пасажирів та повітряних суден.

## Історія
Первісний план нової столиці під назвою Ріо-де-Жанейро, перенесеної далеко на захід від густонаселеного південно-східного регіону, у 1827 році склав і представив Генеральній асамблеї Жозе Боніфасіу, радник імператора Педру I.
Президент Жуселіну Кубічек наказав побудувати місто Бразилію, виконуючи статтю конституції країни 1891 року про те, що столиця повинна бути переміщена з Ріо-де-Жанейро ближче до центру країни.
Місто спланували та збудували 1956 року. Головним планувальником був Лусіо Коста, а головним архітектором Оскар Німеєр.
При погляді згори основна частина запланованих форм міста нагадує літак або метелика.
Місто занесене до списку Світової спадщини ЮНЕСКО.
З 1960 року місто офіційно стало столицею Бразилії.

## Клімат
Бразилія розташована в зоні саванного клімату (Aw за класифікацією кліматів Кеппена) і має два сезона: сезон дощів з жовтня по квітень і сухий сезон з травня по вересень. Згідно з даними Бразильського національного інституту метеорології (INMET), рекордна низька температура 1,6 °C зафіксована 18 липня 1975 року, а рекордна максимальна температура 35,8 °C зафіксована 28 жовтня 2008 року. Найбільша кількість опадів за 24 години зафіксована 15 листопада 1963 року (132,8 мм).
| Клімат Бразилія (1961–1990) | Клімат Бразилія (1961–1990) | Клімат Бразилія (1961–1990) | Клімат Бразилія (1961–1990) | Клімат Бразилія (1961–1990) | Клімат Бразилія (1961–1990) | Клімат Бразилія (1961–1990) | Клімат Бразилія (1961–1990) | Клімат Бразилія (1961–1990) | Клімат Бразилія (1961–1990) | Клімат Бразилія (1961–1990) | Клімат Бразилія (1961–1990) | Клімат Бразилія (1961–1990) | Клімат Бразилія (1961–1990) |
| Показник | Січ.                        | Лют.                        | Бер.                        | Квіт.                       | Трав.                       | Черв.                       | Лип.                        | Серп.                       | Вер.                        | Жовт.                       | Лист.                       | Груд.                       | Рік                         |
| Абсолютний максимум, °C | 32,6                        | 31,2                        | 32,1                        | 31,0                        | 29,7                        | 28,6                        | 29,9                        | 32,2                        | 33,4                        | 34,5                        | 33,3                        | 33,7                        | 34,5                        |
| Середній максимум, °C | 26,9                        | 26,7                        | 27,1                        | 26,6                        | 25,7                        | 25,2                        | 25,1                        | 27,3                        | 28,3                        | 27,5                        | 26,6                        | 26,2                        | 26,6                        |
| Середня температура, °C | 21,2                        | 21,3                        | 21,5                        | 20,9                        | 19,6                        | 18,5                        | 18,3                        | 20,3                        | 21,7                        | 21,6                        | 21,1                        | 21                          | 20,6                        |
| Середній мінімум, °C | 17,4                        | 17,4                        | 17,5                        | 16,8                        | 15                          | 13,3                        | 12,9                        | 14,6                        | 16                          | 17,4                        | 17,5                        | 17,5                        | 16,1                        |
| Абсолютний мінімум, °C | 12,2                        | 11,0                        | 14,6                        | 10,7                        | 3,2                         | 3,3                         | 1,6                         | 5,0                         | 9,0                         | 10,2                        | 11,4                        | 13,5                        | 1,6                         |
| Норма опадів, мм | 247.4                       | 217.5                       | 180.6                       | 123.8                       | 38.6                        | 8.7                         | 11.1                        | 13.9                        | 55.2                        | 166.6                       | 231.1                       | 246                         | 1540.6                      |
| Вологість повітря, % | 76                          | 77                          | 76                          | 75                          | 68                          | 61                          | 56                          | 49                          | 53                          | 66                          | 75                          | 79                          | 67.6                        |
| --- | --------------------------- | --------------------------- | --------------------------- | --------------------------- | --------------------------- | --------------------------- | --------------------------- | --------------------------- | --------------------------- | --------------------------- | --------------------------- | --------------------------- | --------------------------- |
| Джерело: Temperatura Maxima / Normais Climatológicas do Brasil 1961-1990Temperatura Mínima (°C)Temperatura Media CompensadaPrecipitacao-AcumuladaUmidade Relativa Mensal Media Compensada |                             |                             |                             |                             |                             |                             |                             |                             |                             |                             |                             |                             |                             |

## Галерея

Архітектура міста Бразилія
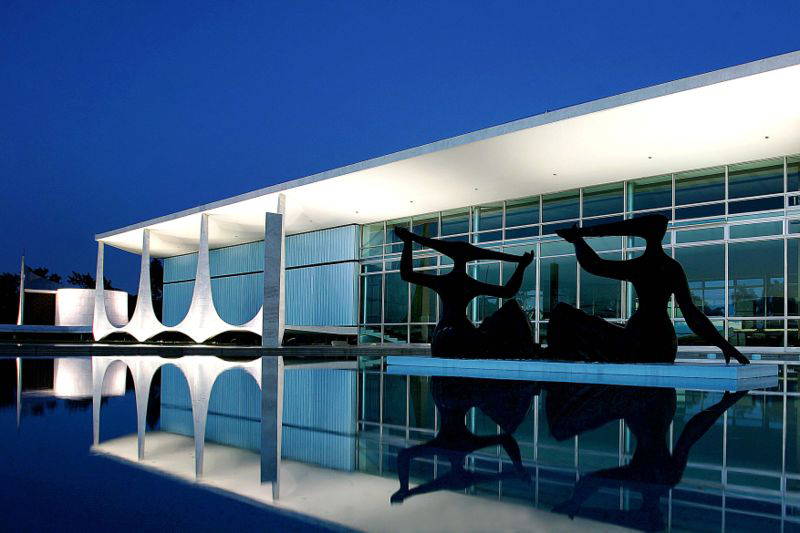
Палац Альворада — офіційна резиденція президента Бразилії
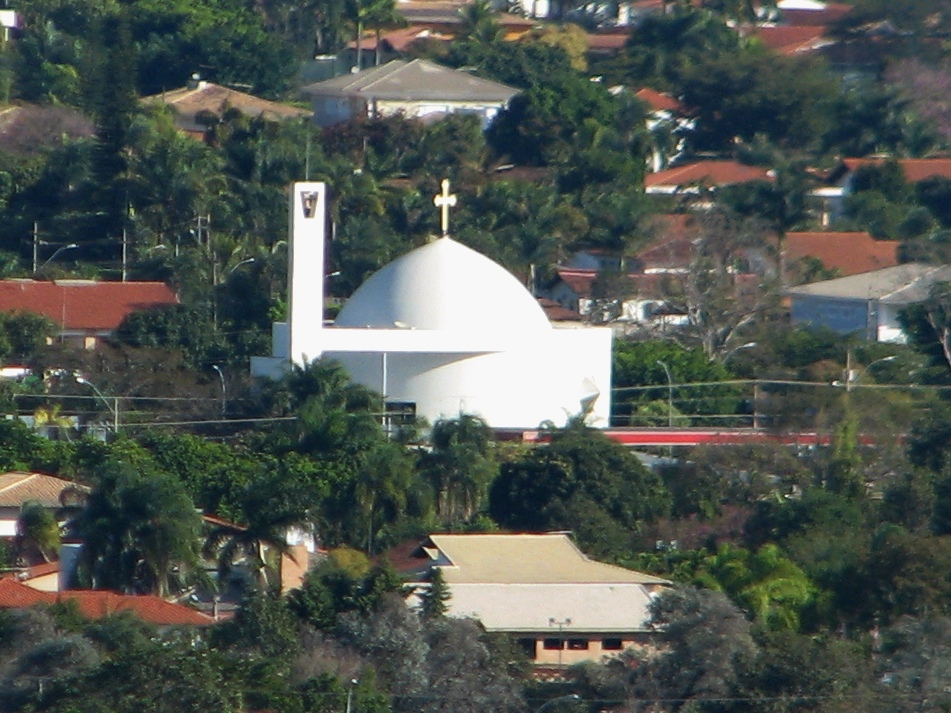
Православна церква Святого Георгія
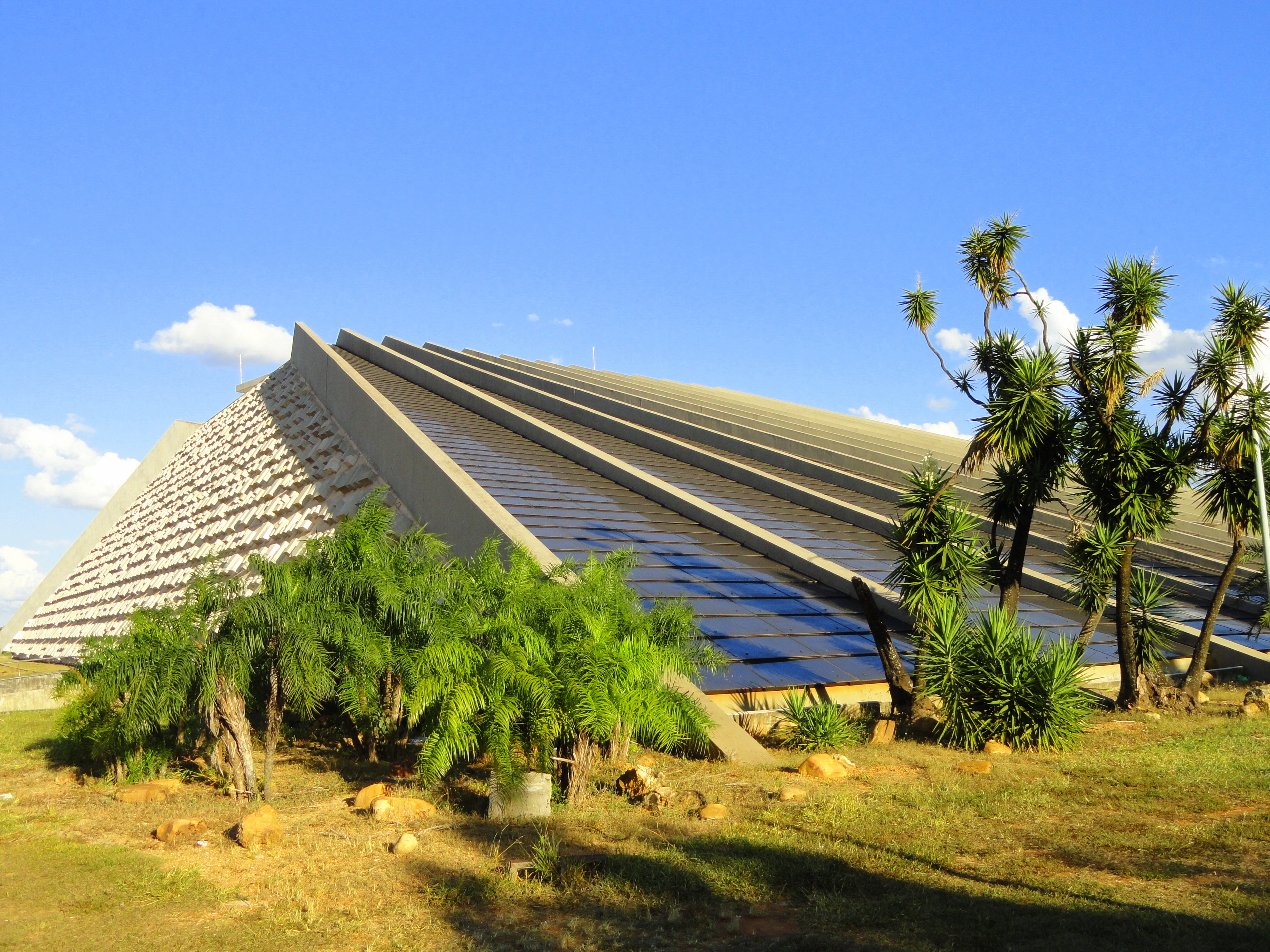
Національний театр Клаудіо Санторо
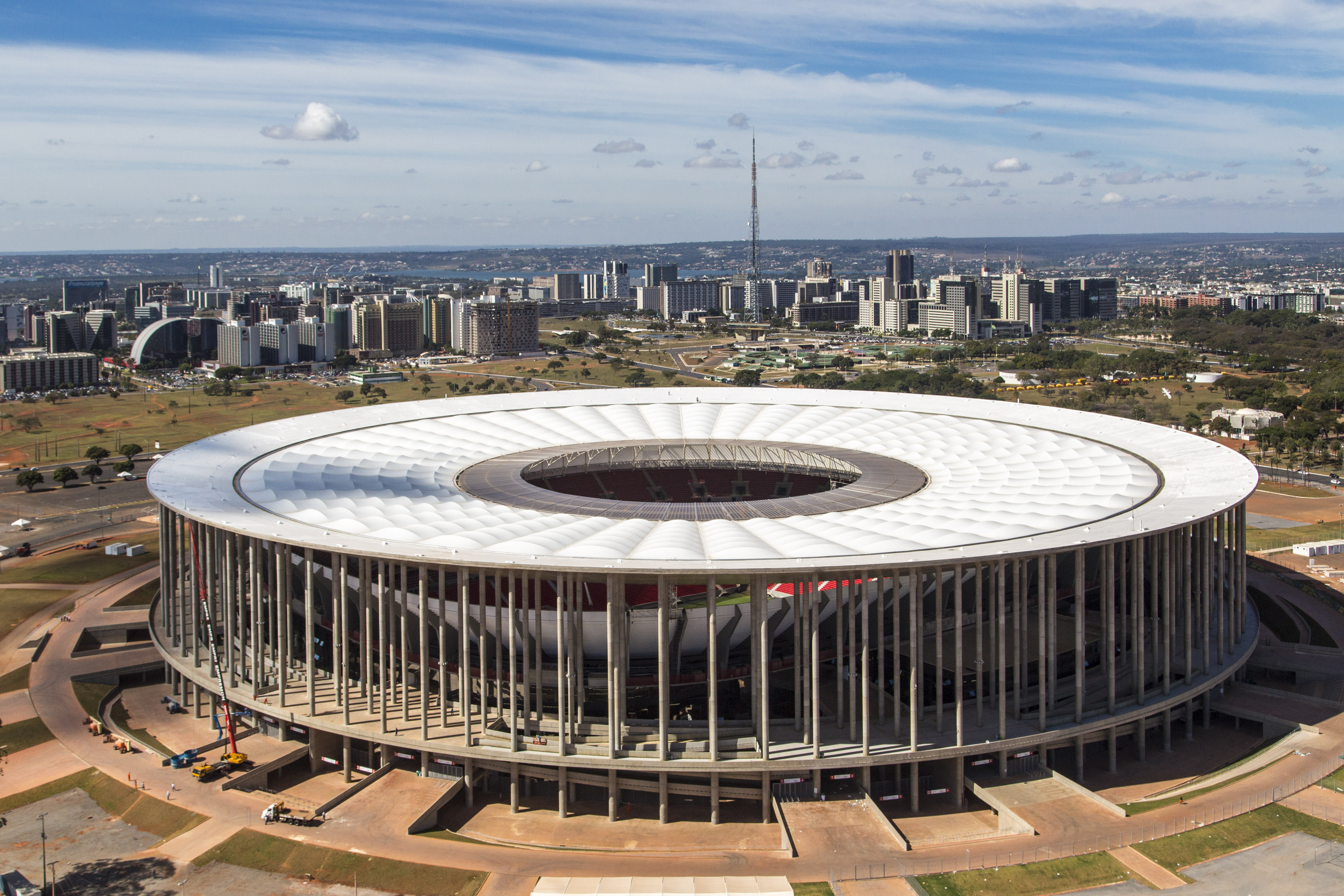
Національний стадіон
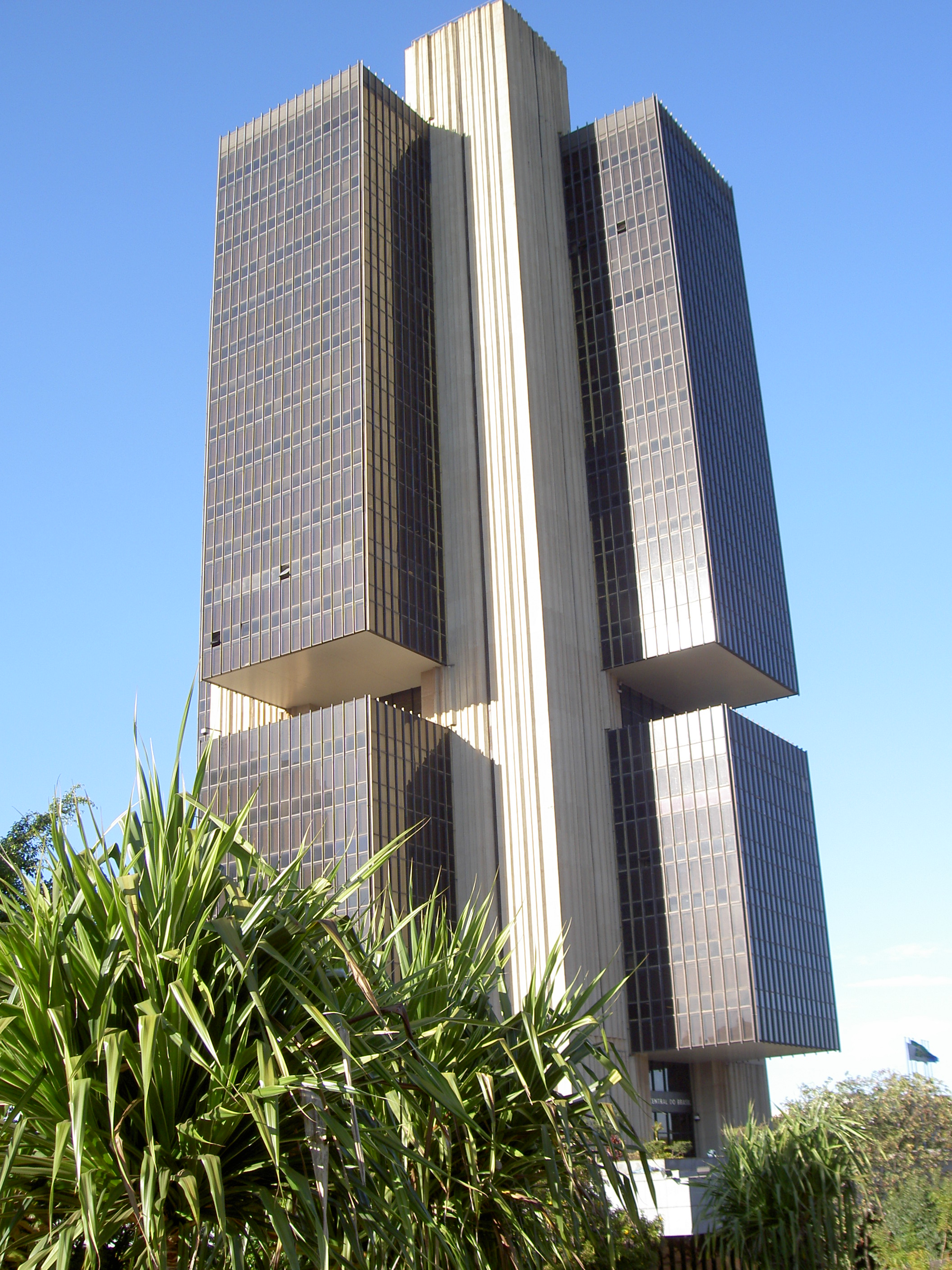
Центральний банк Бразилії
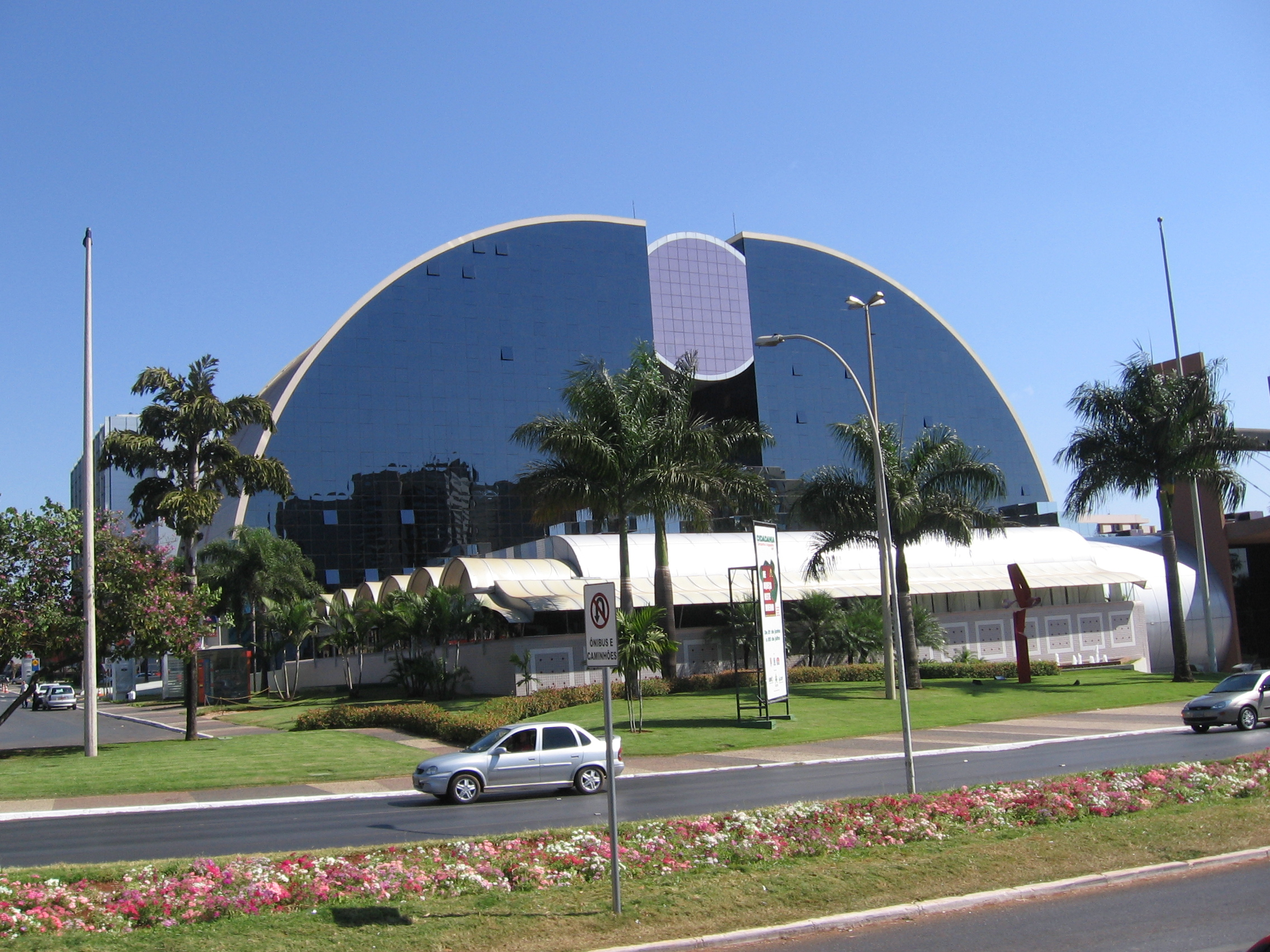
Торговельний центр

Транспорт та транспортні споруди столиці
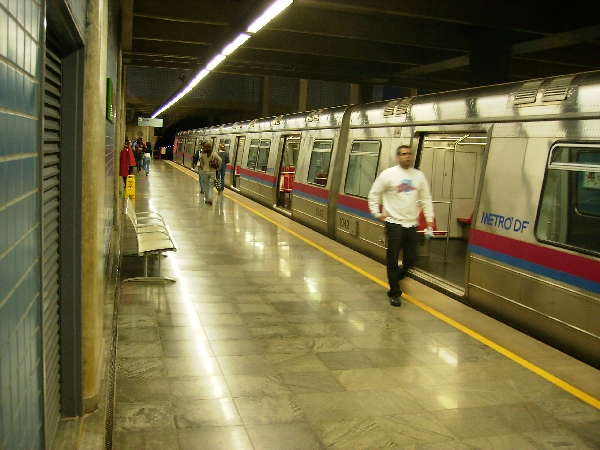
Метрополітен Бразилія
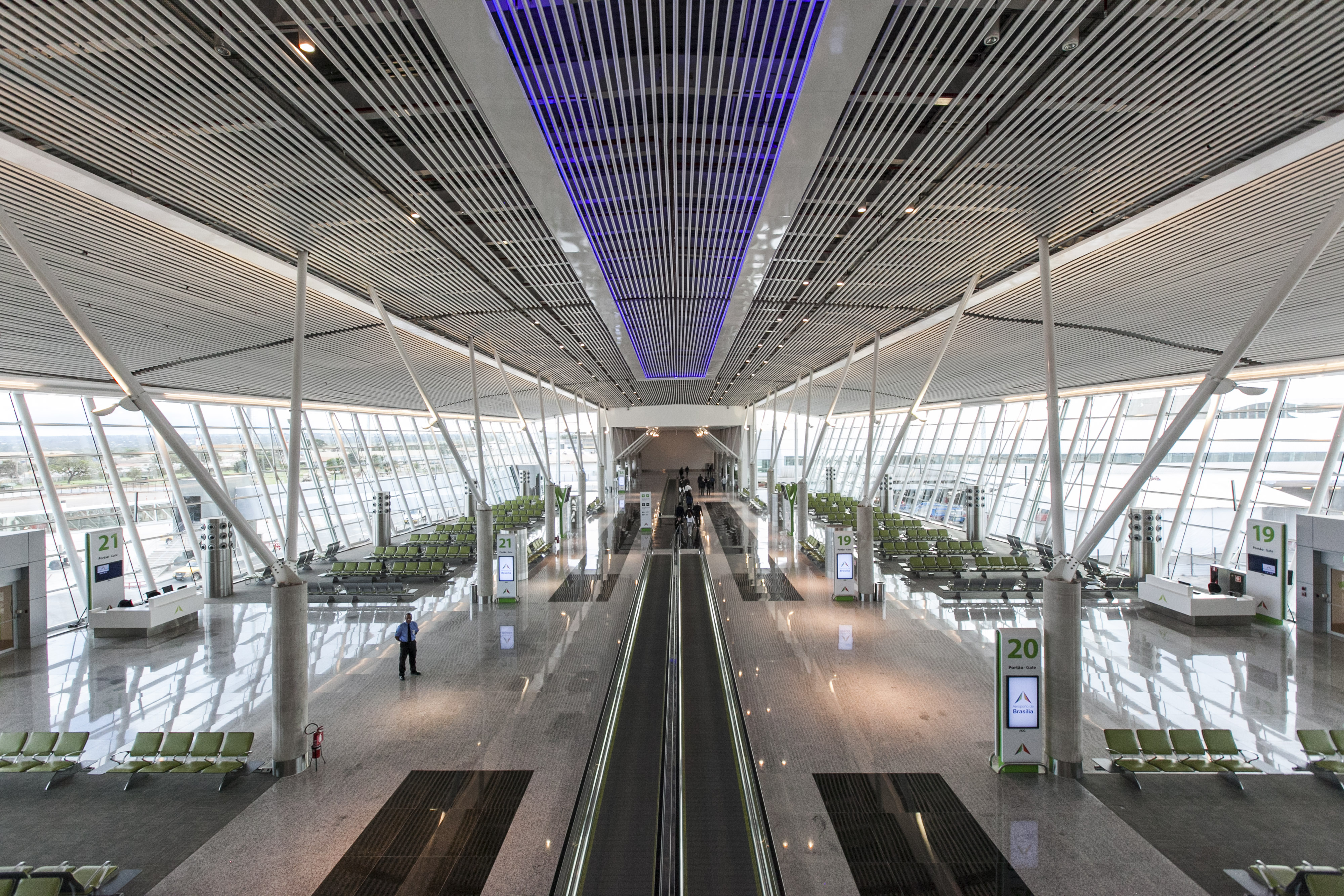
Міжнародний аеропорт
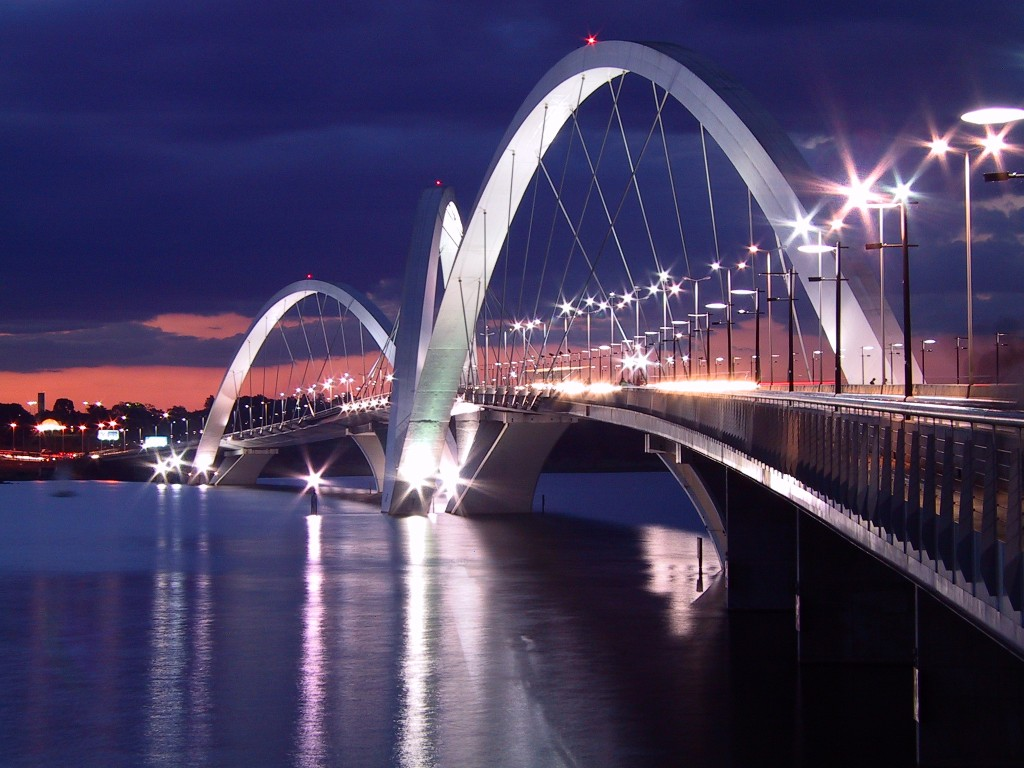
Міст Жуселіну Кубічека
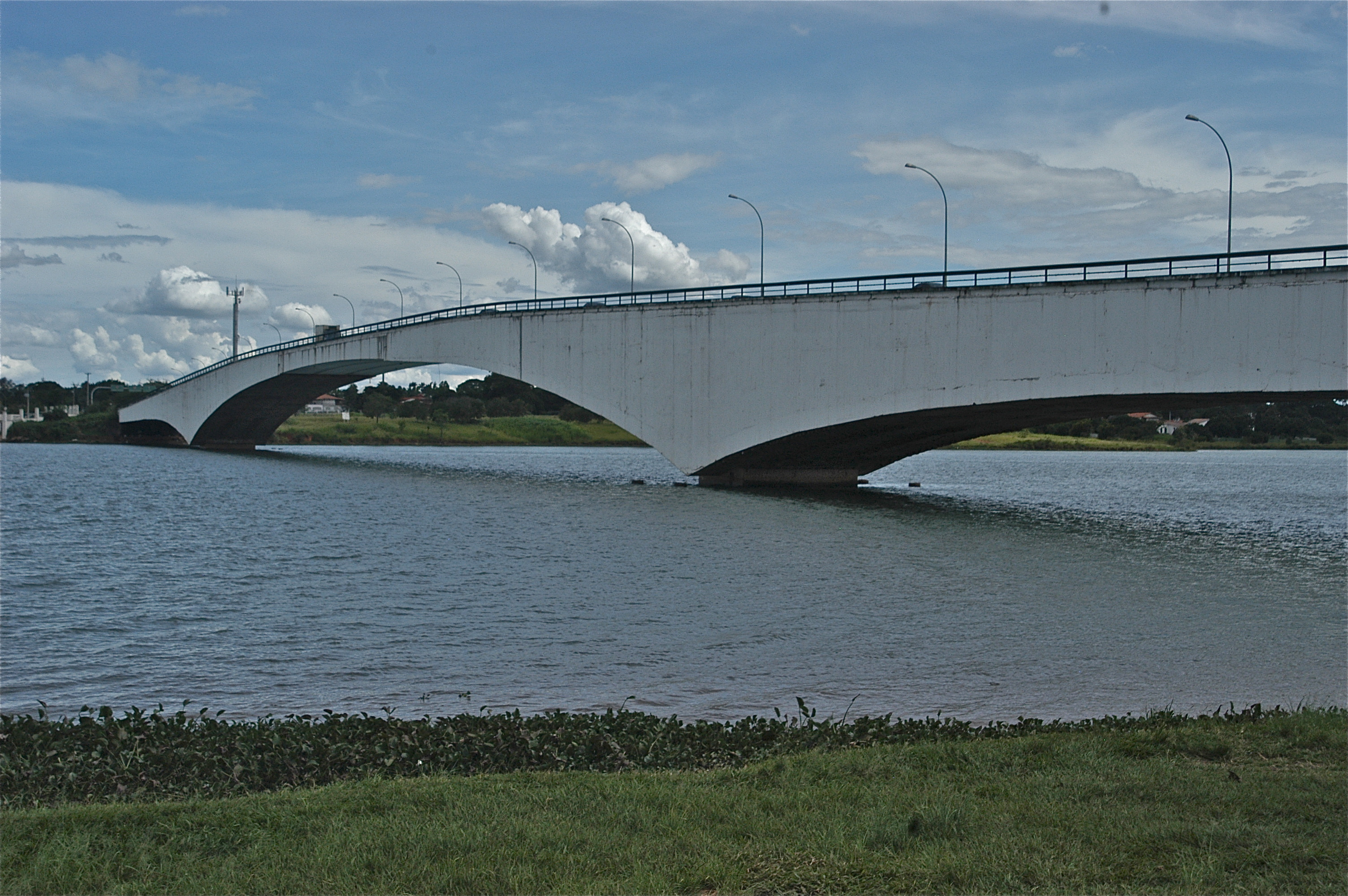
Міст Коста і Сільва

## Цікавий факт

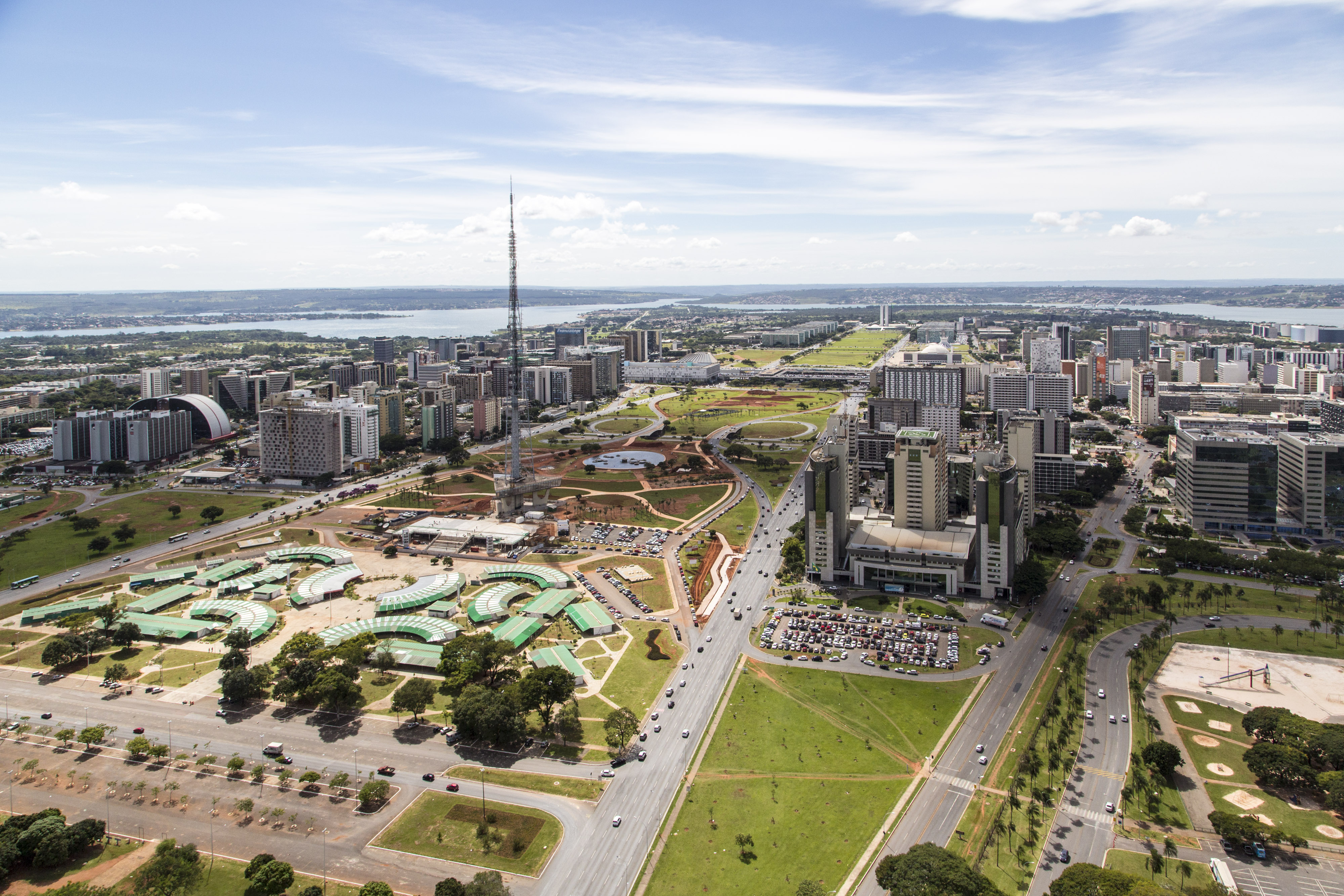
Центр міста — «Монументальна вісь»

- У місті Бразилія знаходиться найширша у світі вулиця — Монументальна вісь, її ширина складає 250 метрів.

## Панорами
| Бразилія | Це незавершена стаття з географії Бразилії. Ви можете допомогти проєкту, виправивши або дописавши її. |